# Love Aice5
『Love Aice5』（ラブ・アイス）は、Aice5の1作目のアルバムである。2007年2月14日にスターチャイルドから発売された。

## 概要
- 今までのシングルの曲や、メンバー1人1人が作詞を担当した5曲の新曲が収録されている。
- 初回限定盤はクリアケース仕様で、写真集と1stライブツアーを予約するための案内用紙が封入されている。

## 収録曲
1. Prologue of Aice5
作曲・編曲：橋本由香利
インストゥメンタル曲
2. Love Power
作詞：有森聡美、作曲・編曲：橋本由香利
  - テレビアニメ『乙女はお姉さまに恋してる』オープニングテーマ
3. ふりふり
作詞：浅野真澄、作曲・編曲：岡ナオキ
4. Word I need
作詞：只野菜摘、作曲：住吉中、編曲：Lapin
  - ドラマCD『天然女子高物語 ドラマCD feat.Aice5』エンディングテーマ
5. 友情物語
  - テレビアニメ『いぬかみっ!』エンディングテーマ

作詞：有森聡美、作曲・編曲：大川茂伸
6. Natural Fly
作詞：牧穂エミ、作曲・編曲：堀隆
  - ドラマCD『天然女子高物語 ドラマCD feat.Aice5』オープニングテーマ
7. 白い月
作詞：木村まどか、作曲・編曲：YUPA
8. Believe My Love
作詞：Shoko、作曲・編曲：水島康貴
9. マーブルロケット
作詞：神田朱未、作曲・編曲：宅見将典
10. Lady GO!
作詞：堀江由衣、作曲・編曲：宅見将典
11. five arrows
作詞：たかはし智秋、作曲・編曲：神楽坂直樹
12. Love & Dream
作詞：[TOMBOW、作曲・編曲：宅見将典
13. Get Back
作詞：牧穂エミ、作曲：大川茂伸、編曲：大川茂伸・酒井陽一
14. Smile
作詞・作曲・編曲：橋本由香利
15. Epilogue of Aice5
作曲・編曲：橋本由香利
インストゥメンタル曲
16. Stardust〜Aice5のテーマ〜
作詞：TOMBOW、作曲・編曲：YUPA